# Корі Церовшек
Корі Церовшек (англ. Corey Cerovsek; нар. 24 квітня 1971) — канадський скрипаль та піаніст.

## Біографія
Народився 24 квітня 1971 року у Ванкувері. На скрипці почав грати у віці п'яти років. У віці 12 років із золотою медаллю закінчив Королівську музичну консерваторію у Торонто. Далі вивчав математику і музику в Університеті Індіани. У віці 15 років він отримав ступінь бакалавра, у 16 — магістра, у 18 років закінчив докторській курс з математики та музики. Одночасно він навчався грі на фортепіано.
Корі Церовшек виступав з оркестрами Бостона, Філадельфії, Сан-Франциско, Детройта, Цинциннаті, Сент-Луїса, Атланти, Балтимора, Монреаля, Ванкувера і Торонто. Виступав з такими видатними колективами як Ізраїльський філармонічний оркестр, Празький симфонічний оркестр, Гонконгський філармонічний оркестр, Президентський Гаазький оркестр, Берлінський симфонічний оркестр, симфонічні оркестри Сіднея, Мельбурна та Аделаїди, Віденський камерний оркестр, Оркестр де Пуату-Шаренте і Фестивальний оркестр Монпельє (Франція).
Він виступав із сольними концертами у Бостоні, Вашингтоні, Нью-Йорку, Монреалі, Сан-Франциско, Лондоні, Парижі. У березні 2018 року разом з Теодором Кучаром дав концерти у Львові та Києві.
Його запис скрипкової сонати Бетховена, зроблений у 2006 році отримав численні нагороди серед яких, премія Classical Music Award 2008 року (за найкращу камерну музику). Його запис скрипкової сонати Корільяно з Ендрю Руссо був номінований на премію Grammy 2006 року.
Корі Церовшек грає на скрипці Антоніо Страдіварі 1728 року, на якій грали Джованні Батіста Віотті, Нікколо Паганіні та Крістіан Феррас.
Церовшек — співзасновник і технічний директор технологічної компанії, що спеціалізується на медичній освіті, займався навчанням студентів дистанційної діагностики хвороб на віртуальних пацієнтах.